# Kimball, South Dakota
Kimball är en ort i Brule County i South Dakota. Vid 2020 års folkräkning hade Kimball 572 invånare.>